# Elena Baltacha
Elena Baltacha (em ucraniano:  Олена Балтача; Kiev, 14 de agosto de 1983 – Ipswich, 4 de maio de 2014) foi uma tenista britânica, nascida na Ucrânia.
Sua família, composta de desportistas, como a sua mãe, Olga, que foi pentatleta e seu pai Sergey Baltacha, além do seu irmão Sergey que é futebolista, em 2010, Elena conseguiu seu melhor ranking da WTA 83° do mundo, sendo a melhor britânica da WTA.
Em 7 de março de 2014, Elena descobriu que possuía um câncer no fígado. Em 4 de maio do mesmo ano, morreu em decorrência dele.